# Kagyüpa

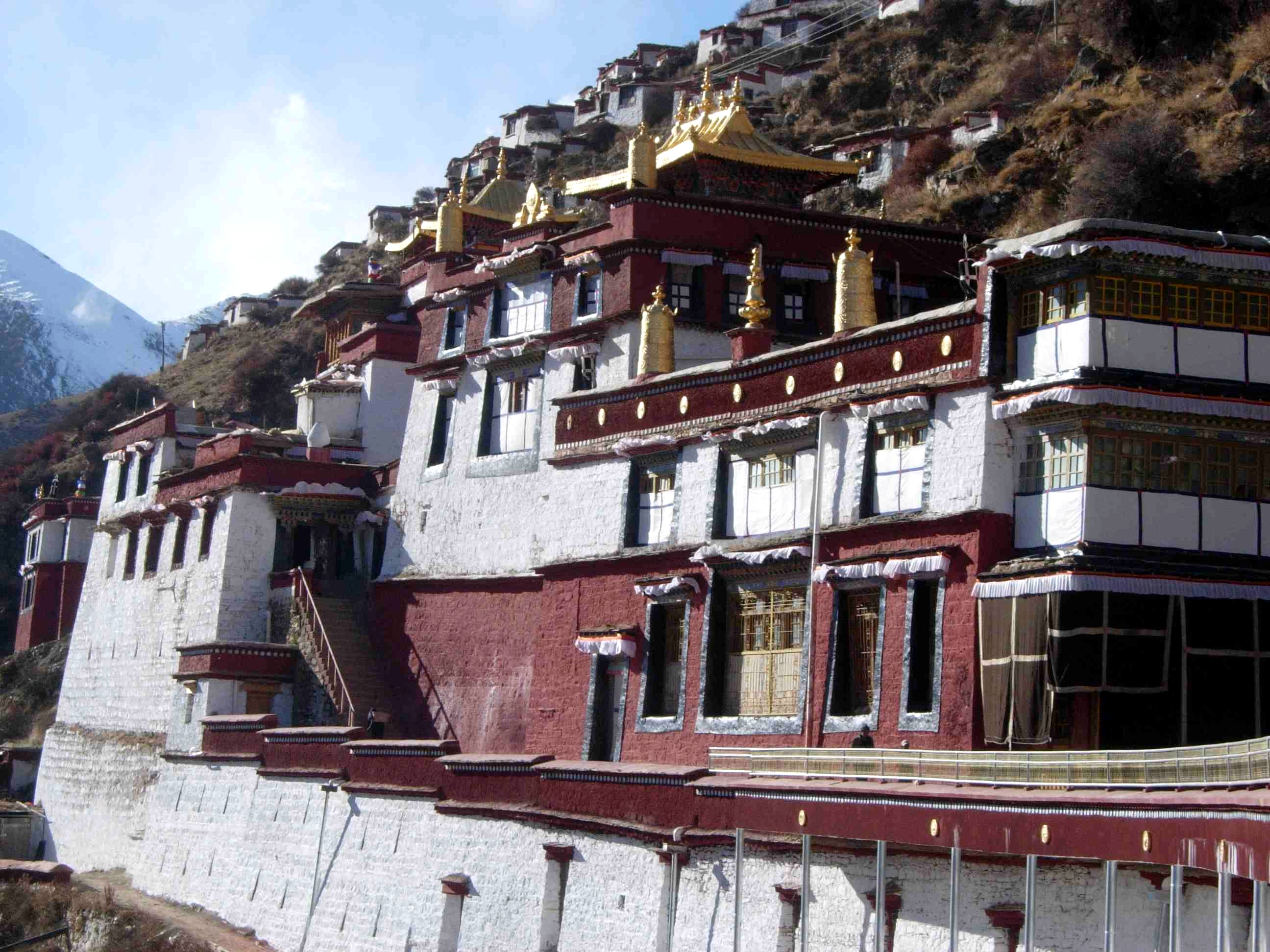
Az egyik legfontosabb kagyü-kolostor, a Drigung, Tibetben

A kagyüpa vagy kagyü  (tibeti:བཀའ་བརྒྱུད་པ  , irodalmi tibeti: bk'-brgjud; a. m. szóbeli átadás) a tibeti buddhizmus hat fő iskolájának (chos lugs) (nyingma, szakja, kagyü, gelug, dzsonang, bön) egyike, nevét Gampópa (1079–1153) reformjai előtt használatos hagyományátadás módjáról kapta. Az indiai sziddha-hagyományt követi, akár a vele közeli rokonságban álló nyingma irányzat, ám csak Marpa (1012–1097) személyéhez köthető két hagyományvonalat  visz tovább. Tanításának egyik központi eleme a tudat és a jelenségek feletti kontroll, amelyet tantrikus gyakorlatokkal érnek el (ezt a többi iskola is elismeri) illetve a kagyü-lámák (tanítók ) képzési módja. A mahámudrá bölcseleti tanát örökölte, amely szerint a spirituális út kiteljesedése azonos a súnjata (üdvvel teli boldogság és üresség)  egyfajta megnyilvánulásával. Ebbe a hagyományozási vonalba illeszkednek a mahámudrán kívül Náropa 6 jógája, a mahákála és a csakraszambhava gyakorlatok is.
Marpától a mahámudrá filozófiája és a megvilágosodás eléréséhez szükséges, Náropa által kifejlesztett gyakorlatok Milarepához hagyományozódtak, akitől Gampópa örökölte őket. Gampopa ezt kiegészítette a kadam hagyományokkal, ezzel az iskola önálló hagyományozási ággá vált. Nem sokkal kialakulása után további „aliskolák” alakultak belőle,  a chal, baram, karma és a druk iskolák. Jelenleg a legismertebb a kagyü iskolák közül a Jese Dordzse (1166–1211) által létrehozott druk ('bruk) kagyü-iskola, ez Bhután legjelentősebb, egyben az országnak nevet is adó tibeti buddhista hagyománya, legjelentősebb azonban a Düszum Khjenpa (1110–1193), az első gyalva karmapa által alapított karma kagyü.

## Főbb kagyü hagyományvonalak
- Sangpa kagyü
- Marpa kagyü:
  - Recsung kagyü
  - Dagpo kagyü:
    - Karma kagyü (vagy Kamcsang kagyü)
    - Calpa kagyü
    - Barom kagyü
    - Phagdru kagyü (vagy Phagmo Drugpa kagyü):
      - Taklung kagyü
      - Trophu kagyü
      - Drukpa kagyü
      - Marcang kagyü
      - Jelpa kagyü
      - Jaszang kagyü
      - Sugszeb kagyü
      - Drikung kagyü

## Magyarországon
Magyarországon több kagyü iskola működik, ezek a mahámudrá-hagyományt követik, és mind a 16. karmapához tartoznak. Az egyik legjelentősebb  Nógrád vármegyében, Tar község közelében található, hivatalos neve  Karma Ratne Dargye Ling Buddhista Meditációs Központ. Sztúpáját a 14. Dalai Láma szentelte fel. A másik jelentősebb a szintén Nógrád vármegyei Becske községben jelen levő   Gyémánt Út buddhizmust követő iskola, amelynek vezetője a 16. karmapa első európai tanítványa, Láma Ole Nydahl (2013).